# Era Köprülü

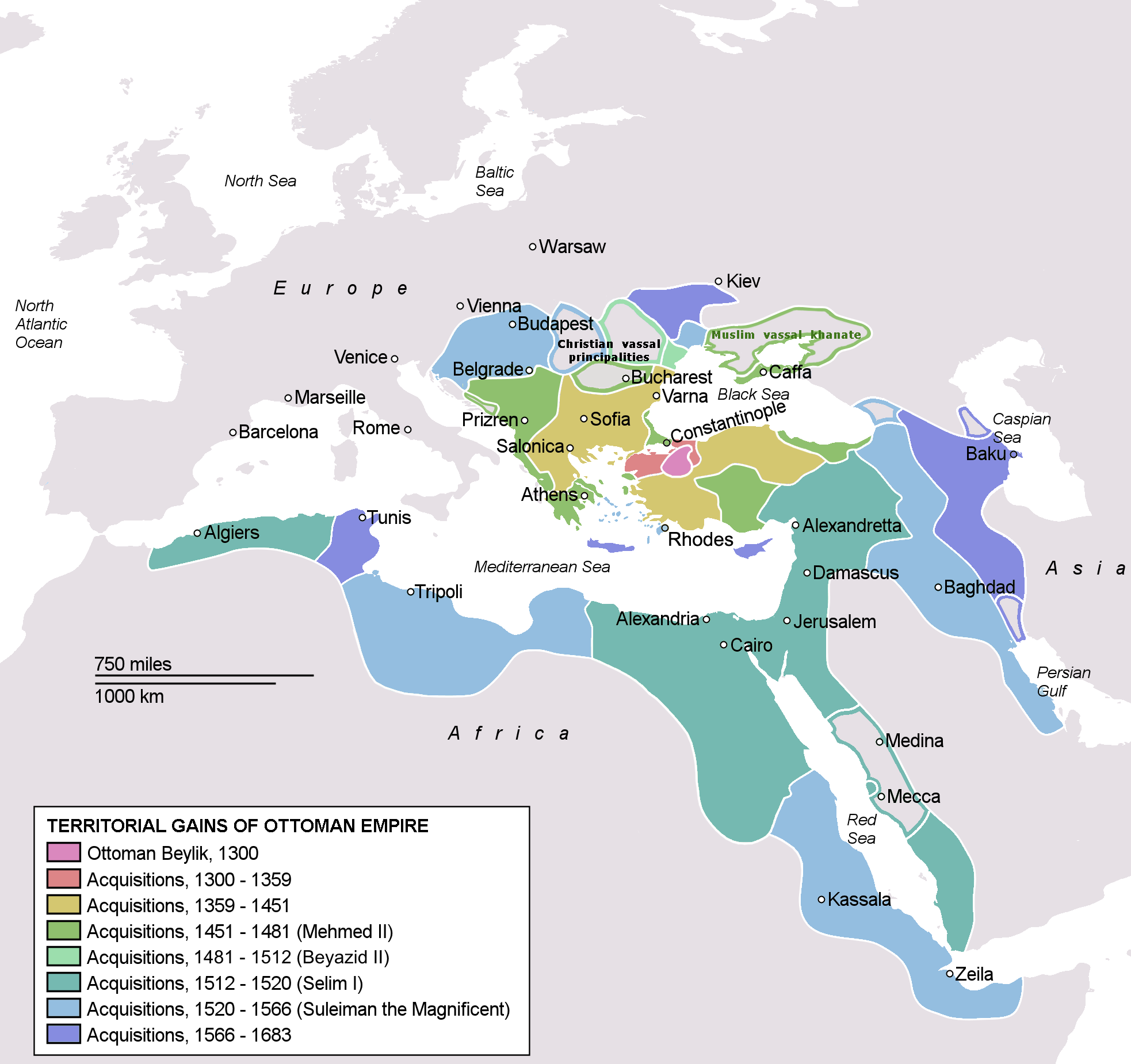
L'Impero Ottomano raggiunse la sua massima estensione territoriale in Europa sotto i gran visir di Köprülü.

L'Era Köprülü (in turco Köprülüler Devri) (1656-1703 circa) fu un periodo nel quale la politica dell'Impero Ottomano era frequentemente dominata da una serie di gran visir della famiglia Köprülü. L'era Köprülü è talvolta definita in modo più restrittivo come il periodo dal 1656 al 1683, poiché fu in quegli anni che i membri della famiglia ricoprirono ininterrottamente la carica di gran visir, mentre per il resto del periodo la occuparono solo sporadicamente. I Köprülü erano generalmente abili amministratori ed ebbero il merito di aver rilanciato le fortune dell'impero dopo un periodo di sconfitte militari e di instabilità economica. Furono stabilite numerose riforme sotto il loro governo che permisero all'impero di risolvere la sua crisi di bilancio e di sradicare i conflitti tra le fazioni nell'impero.

## Köprülü Mehmed Pasha
L'ascesa al potere dei Köprülü fu accelerata da una crisi politica derivante dalle lotte finanziarie del governo combinate con un pressante bisogno di rompere il blocco veneziano dei Dardanelli nella guerra cretese in corso. Così, nel settembre 1656, il Valide Sultan Turhan Hatice scelse Köprülü Mehmed Pasha come gran visir, oltre a garantirgli l'assoluta sicurezza dell'ufficio. Sperava che un'alleanza politica tra i due potesse ripristinare le fortune dello stato ottomano. Alla fine Köprülü ebbe successo; le sue riforme permisero all'impero di rompere il blocco veneziano e di restituire autorità alla Transilvania ribelle. Tuttavia, questi guadagni ebbero un costo elevato, poiché il gran visir effettuò molteplici massacri di soldati e ufficiali che percepiva come sleali. Considerate ingiuste da molti, queste purghe innescarono una grande rivolta nel 1658, guidata da Abaza Hasan Pasha. Dopo la soppressione di questa ribellione, la famiglia Köprülü rimase politicamente incontrastata fino al fallimento della conquista di Vienna nel 1683. Lo stesso Köprülü Mehmed morì nel 1661, quando gli succedette in carica suo figlio Fazıl Ahmed Pasha.

## Fazıl Ahmed Pasha e Merzifonlu Kara Mustafa Pasha

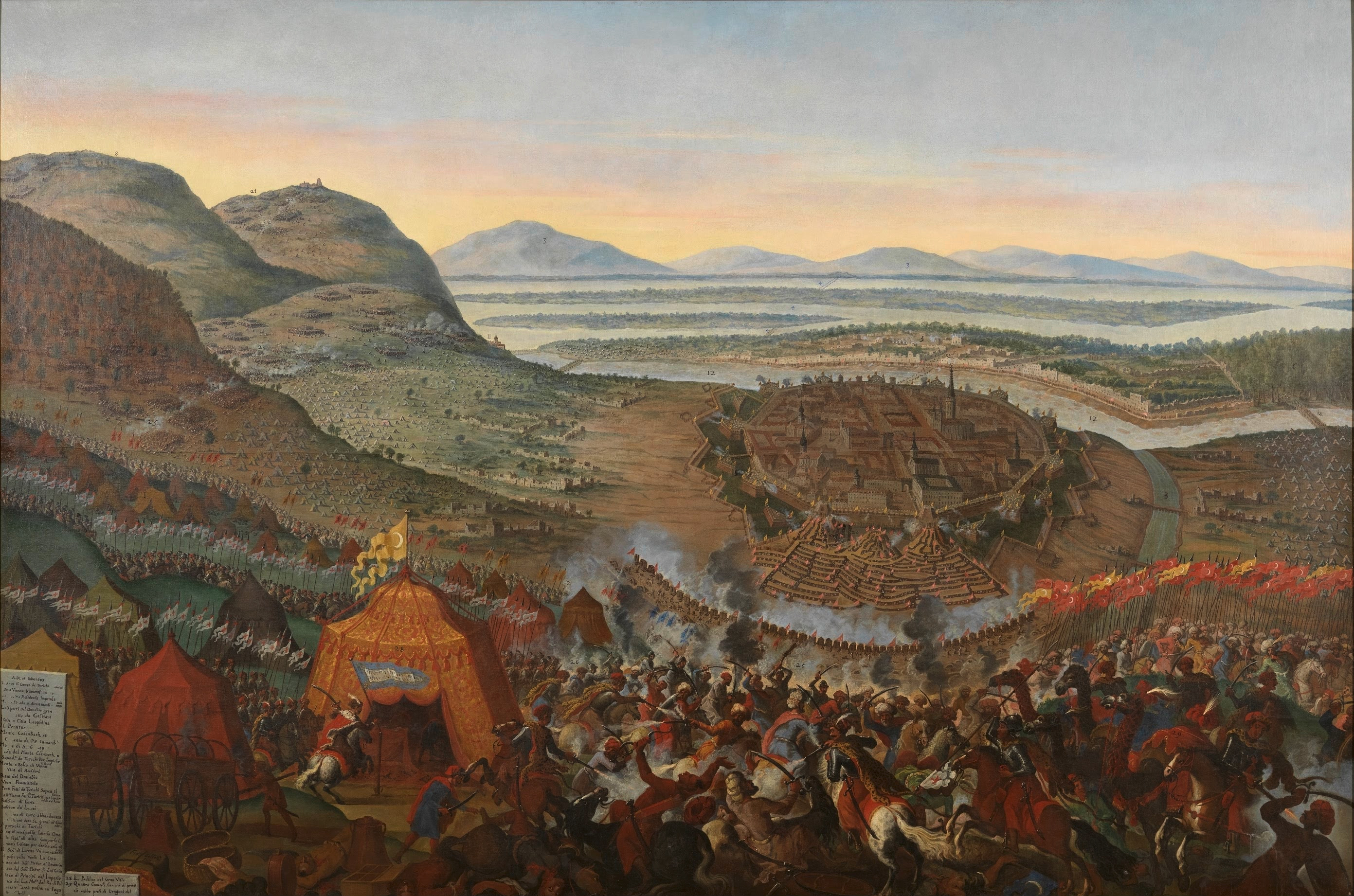
La battaglia di Vienna, 12 settembre 1683, dipinto di Frans Geffels.

Fazıl Ahmed Pasha (1661-1676) continuò la tradizione riformatrice di suo padre e si impegnò anche in numerose campagne militari contro i vicini europei dell'impero. Conquistò Nové Zámky (Uyvar turco) dagli Asburgo nel 1663, concluse la guerra di Creta con la conquista di Candia (Kandiye) nel 1669 e annesse Kamianets-Podilskyi (Kamaniçe) dalla Confederazione polacco-lituano nel 1672. Questa politica di espansione aggressiva, continuata dal cognato e successore di Fazıl Ahmed, Merzifonlu Kara Mustafa Pasha, espanse i confini dell'Impero Ottomano al massimo grado in Europa. Tuttavia facilitò anche la formazione di una grande coalizione internazionale opposta agli ottomani, portando a sconfitte e perdite territoriali in seguito al disastroso assedio di Vienna nel 1683. Per il suo fallimento, Kara Mustafa Pasha fu giustiziato dal sultano Mehmed IV, portando a una rottura nel dominio dei Köprülü. Durante il successivo periodo di guerra, i membri della famiglia Köprülü riconquistarono occasionalmente il gran visirato (per esempio Fazıl Mustafa Pasha (1689-1691) e Amcazade Hüseyin Pasha (1697-1702)), ma non raggiunsero mai più una presa sul potere così salda che avevano goduto prima del 1683.

## La guerra della Lega Santa
Nel conflitto successivo, gli ottomani lottarono sotto lo sforzo di una guerra su più fronti con gli Asburgo, i principi del Sacro Romano Impero, Venezia, Polonia-Lituania e Russia. Dopo una serie di sconfitte culminate nella perdita dell'Ungheria, gli Ottomani riuscirono a stabilizzare la loro posizione, riconquistando Belgrado nel 1690. Tuttavia, i tentativi di riconquistare ulteriori territori non ebbero successo, e dopo la sconfitta nella battaglia di Zenta nel 1697 furono costretti a riconoscere la loro incapacità di riconquistare le terre ungheresi perdute.
Nel 1699, in base ai termini del conseguente Trattato di Karlowitz, gli Ottomani cedettero tutta l'Ungheria e la Transilvania agli Asburgo, ad eccezione della regione del Banato. La Morea fu trasferita a Venezia, mentre la Podolia fu restituita alla Polonia-Lituania. Queste concessioni segnarono un importante cambiamento geopolitico nell'Europa orientale, ovvero la fine dell'espansione imperiale ottomana. Gli Ottomani adottarono d'ora in poi una politica difensiva sulla frontiera del Danubio e riuscirono in gran parte a mantenerne l'integrità per tutto il XVIII secolo. Questo periodo, contrariamente alle opinioni delle precedenti generazioni di storici, non è più visto come un periodo di declino.

## Sviluppi economici e sociali
L'era Köprülü è degna di nota anche per molti altri sviluppi nell'impero ottomano. Il mandato di Fazıl Ahmed Pasha coincise con l'apice del movimento religioso dei Kadızadeli a Istanbul. Il suo leader, Vani Mehmed Efendi, fu nominato predicatore di corte per il sultano Mehmed IV e svolse un ruolo nel plasmare la politica imperiale e nell'aumentare il conservatorismo religioso. Basandosi sul principio islamico di "ordinare il bene e proibire il male", i Kadizadeli credevano che fosse dovere di tutti i credenti rafforzare attivamente l'ortodossia religiosa e combattere le innovazioni nella pratica religiosa (bidʿah). Si opposero quindi alla pratica del culto sufi, così come ad altre abitudini come bere e fumare. Nonostante l'approvazione da parte della corte di gran parte del programma dei Kadızadeli, il gruppo venne considerato in modo negativo da molti intellettuali musulmani dell'impero, come Kâtib Çelebi e Mustafa Naima, che li consideravano arretrati ed eccessivamente reazionari. Dopo l'assedio di Vienna, Vani Mehmed Efendi cadde in disgrazia e fu esiliato dalla corte e il suo movimento non ricevette più il sostegno imperiale.
L'Impero Ottomano fu profondamente influenzato dalle riforme attuate durante la guerra della Lega Santa del 1683-1699. Dopo lo shock iniziale della perdita dell'Ungheria, la leadership dell'impero iniziò un entusiasta processo di riforma inteso a rafforzare l'organizzazione militare e fiscale dello stato. Ciò includeva la costruzione di una flotta di moderni galeoni, la legalizzazione e la tassazione della vendita di tabacco e di altri beni di lusso, una riforma delle finanze waqf e della riscossione delle tasse, un'epurazione dei libri paga dei giannizzeri defunti, la riforma del metodo del cizye e la raccolta e la vendita degli appalti delle imposte a vita note come malikâne. Queste misure permisero all'impero ottomano di risolvere i suoi deficit di bilancio e di entrare nel XVIII secolo con un considerevole surplus.

### Ulteriori letture

#### Storie generali
- Caroline Finkel, Osman's Dream: The Story of the Ottoman Empire, 1300-1923, Basic Books, 2005, ISBN 978-0-465-02396-7.
- Halil İnalcık, An Economic and Social History of the Ottoman Empire, 1300-1914, a cura di İnalcık, Cambridge University Press, 1994, ISBN 0-521-57456-0.

#### Monografie
- Rifa'at Ali Abou-El-Haj, The 1703 Rebellion and the Structure of Ottoman Politics, Istanbul, Nederlands Historisch-Archaeologisch Instituut te İstanbul, 1984.
- Marc David Baer, Honored by the Glory of Islam: Conversion and Conquest in Ottoman Europe, Oxford, Oxford University Press, 2008, ISBN 978-0-19-979783-7.